# Yakuhananomia bidentata
Yakuhananomia bidentata är en skalbaggsart som först beskrevs av Thomas Say 1824.  Yakuhananomia bidentata ingår i släktet Yakuhananomia och familjen tornbaggar. Inga underarter finns listade i Catalogue of Life.